# Ancyluris formosa
Ancyluris formosa är en fjärilsart som beskrevs av William Chapman Hewitson 1870. Ancyluris formosa ingår i släktet Ancyluris och familjen Riodinidae. Inga underarter finns listade i Catalogue of Life.